# La Insurgencia
La Insurgencia es un colectivo de músicos de rap, con carácter revolucionario, mayoritariamente españoles, aunque también de otros países hispanohablantes. Está presente en YouTube y varias redes sociales.
En noviembre de 2016, trece de sus integrantes, todos residentes en España, fueron citados a declarar en la Audiencia Nacional, debido a las letras de algunas de sus canciones en que supuestamente hacen apología de la violencia y de organizaciones terroristas como los GRAPO. A finales de 2017, doce de ellos fueron juzgados por enaltecimiento del terrorismo y condenados a dos años y un día de prisión y una multa de 4800 euros.

## Presencia en redes sociales
La Insurgencia creó un canal en YouTube el 24 de julio de 2012. En él, se define como «un colectivo musical que pretende fomentar el internacionalismo, difundir y expandir la cultura revolucionaria, y elevar el nivel de conciencia de las masas trabajadoras».
Asimismo, también está presente en Twitter y Facebook.

## Juicio
A finales de 2016, la Policía Nacional, coordinada por la Comisaría General de Información, desarrolló una operación de ámbito nacional contra los músicos de La Insurgencia, por supuestos delitos de enaltecimiento del terrorismo, delito contra las instituciones del Estado y asociación ilícita.
El 2 de noviembre, se abrió un juicio contra doce de los trece investigados, de entre 18 y 27 años. (el otro era menor de edad), por enaltecimiento del terrorismo. El 8 de noviembre, agentes de la Policía Nacional citaron a declarar en la Audiencia Nacional el día 17 del mismo mes a trece de los integrantes del colectivo, conocidos por los nombres artísticos de Pipe Díaz, Shahid (anteriormente Saúl Zaitsev), iNessa, Oliver Botana, Sine ML, Lokutor, AK Elgio, Gorka Likor K, Komulet, Nito Rukely, Iván Leszno, Eshôj Ekirne y Kraven Molotov. En la Audiencia Nacional, por consejo de su abogado, se acogieron a su derecho a no declarar.
El fiscal José Perals pidió para ellos dos años y un día de cárcel, el pago de una multa de 4800 euros, la inhabilitación absoluta por nueve años, la retirada del derecho de sufragio pasivo y la retirada de los vídeos objeto de debito de su canal en YouTube. Asimismo, afirmó, comparándolos con yihadistas, que «los acusados tienen una religión que es la lucha sindical obrera y que la explotación de los oprimidos merece una lucha armada contra determinados colectivos».
Finalmente, los doce acusados fueron condenados a dos años y un día de prisión, multa de 4800 euros y nueve años de inhabilitación absoluta. Votaron a favor de la condena las juezas Teresa Palacios y Carmen Paloma González Pastor, con el voto en contra de Ángela Murillo, que creía que solo tenían afán de notoriedad.